# Song Ji-hyo
Cheon Sung-im (en hangul, 천성임, Pohang, Corea del Sur, 15 de agosto de 1981), más conocida como Song Ji-hyo (en hangul, 송지효; en hanja, 宋智孝), es una actriz, modelo y presentadora surcoreana conocida por haber dado vida a Lady Ye So-ya en la serie Jumong, a la bailarina Min Hyo Rin en la serie Goong y a la Reina en la película A Frozen Flower. También ha ganado fama internacional por participar en el exitoso programa Running Man.

## Biografía
Nació el 15 de agosto de 1981, en Pohang, Gyeongsang del Norte.  Es la mayor de tres hijos, su hermano es el actor Cheon Seong-moon, también tiene una hermana menor. Se cambió su verdadero nombre a "Cheon Soo-yeon", poco después eligió como nombre artístico "Song Ji-hyo" inspirándose en los famosos actores Song Seung-heon y Song Hye-kyo. Estudio su educación inicial en el "Daerim Elementary School", la primaria en "Hwagye Middle School" y la secundaria en "Ilsan Convention High School". Se graduó de la Universidad "Kyungmoon" (ahora llamada Kookje College) con un título en contabilidad fiscal.
Salió con el actor Joo Ji-hoon (con quien trabajó en la serie Princess Hours), pero la relación terminó.
En febrero de 2012 se confirmó que estaba saliendo con Baek Chang-joo, el CEO de la agencia C-JeS Entertainment, sin embargo en julio de 2015 se confirmó que la relación había terminado.

## Carrera
En octubre de 2019 se anunció que se había unido a la agencia "Creative Group ING". Previamente en diciembre de 2016 se había unido a la agencia "My Company", sin embargo en octubre de 2019 se anunció que Ji-hyo había decidido no renovar su contrato con la agencia. También fue miembro de la agencia C-JeS Entertainment. También formó parte de la agencia C-JeS Entertainment hasta julio de 2015.

### 2001 - 2009: Primeros trabajos
Durante su secundaria empezó a desear convertirse en actriz. Antes de debutar como actriz, Song fue modelo para "Kiki Magazine". Más tarde fue reclutada por una agencia surcoreana mientras trabaja en una cafetería. En 2001, apareció en los videos musicales de «And I Love You» de la cantante Lee Soo-young y «Just Say Goodbye» de JTL. En 2003, debutó en la película de terror Yeogo goedam 3: Yeowoo gyedan (en inglés: "Whispering Corridors 3: Wishing Stairs") interpretando a la estudiante de ballet Yun Jin-seong. La película pertenece a la saga Whispering Corridors.
En 2006, se unió al elenco principal del drama histórico Jumong donde interpretó a Lady Ye So-ya, la primera esposa del príncipe Jumong hasta el final de la serie en 2007. Ese mismo año se unió a la comedia romántica Princess Hours donde interpretó a la estudiante de ballet Min Hyo Rin, la exnovia del príncipe Lee Shin que sueña con convertirse en bailarina. A la vez, apareció en el vídeo musical «Words that I can’t believe» de STAY.  El 11 de noviembre de 2007, junto a Heechul se unió como presentadora del programa musical Inkigayo hasta el 4 de mayo de 2008, regresó nuevamente como invitada en el 2015.
En 2008, se unió al elenco principal de la exitosa película A Frozen Flower (conocida como "Ssang-hwa-jeom") donde dio vida a la Reina de Goryeo, una princesa de la Dinastía Yuan. El 10 de octubre de 2009, junto a Heechul presentaron el "Dream Concert", el cual fue celebrado en el Estadio Mundialista de Seúl.  Así mismo, realizó un cameo en el último episodio del drama Age of Innocence. Además, obtuvo un rol protagónico en la película Some, donde interpretó a una reportera.

### 2010 - 2014:Running Many trabajos colaborativos
En 2010, se unió al elenco principal del exitoso programa de televisión surcoreano Running Man donde aparece hasta ahora. Originalmente apareció como invitada entre el segundo y el quinto episodio, sin embargo para el sexto episodio se unió al elenco principal. En el programa es conocida como "Ace" y "Gold Ji Hyo", ya que generalmente gana varias de las carreras individuales y de grupo. Ji Hyo fue hasta 2017 la única miembro femenina del popular programa. A principios del año firmó con la agencia C-JeS Entertainment, el 10 de julio de 2015 se informó que ambos mutuamente habían decido separarse después de cuatro años.
Ese mismo año se unió al elenco principal de la serie Gangryeokban (en inglés: "Crime Squad" o "Detectives in Trouble") donde dio vida a Jo Min-joo, una reportera que trabaja para "shocking.com" que trabaja con el detective Park Se-hyuk (Song Il-gook) ayudándolo a resolver sus casos. En julio del mismo año también apareció en el drama histórico Gye Baek donde interpretó a la reina Eun-go, esposa del rey Uija de Baekje. Por su interpretación ganó el premio de los productores en los MBC Drama Awards de ese año. Así mismo, apareció en dos videos musicales: «In Heaven» de JYJ e «It’s Nothing Serious» de Young Jee. Y realizó una aparición especial en la película Late Blossom donde dio vida a Kim Yeon-ah. En 2012, apareció en el video musical «Be Happy» de los cantantes Young Ji y Kyu Hoon.
En noviembre del mismo año interpretó a la torpe asesina Bong Min-jung, la antagonista de la película Jakali onda (en inglés: "Code Name: Jackal").
En abril de 2013 se unió al elenco principal de la serie Cheonmyeong : Joseonpan Domangja I-yagi (en inglés: "Heaven's Order: The Fugitive of Joseon") donde interpretó a Hong Da-in, una enfermera real y la asistente del médico Choi Won (Lee Dong-wook). Un tiempo después, apareció en el vídeo musical «Winter Song» de Freestyle Feat Navi. También participó como actriz de doblaje de la película animada Maritime Police Marco, dándole voz a Lulu. En febrero de ese año, interpretó a Shin-woo, una carismática detective en la película New World. 
En el 2014 se unió al elenco principal de la serie Emergency Couple (conocida como Eunggeubnamnyeo) donde dio vida a Oh Jin-Hee, una interna de emergencia, que se vuelve a encontrar con su exmarido.
En la primavera del mismo año realizó una colaboración junto con la NBA titulada "NBA X Song Ji Hyo", donde lanzó su propia serie de gorras llamada CHO.2, el cual representa dos caracteres chinos (뛰어넘을초 (exceder "超")) y (처음초 (inicial "初")) ambos con el sonido de la palabra coreana "초" (CHO) que resumen el lema de Song: "Nunca pierdas el corazón original para que así puedas hacer todo".

### 2015 - 2017:Ex-Girlfriend Club
En el año 2015 se unió al elenco principal de la serie Ex-Girlfriend Club (Guyeochinkeulreop) donde interpretó a Kim Soo-jin, la productora de cine y el interés romántico del escritor Bang Myung-soo (Byun Yo-han). Ese mismo año cantó a dueto con Kenji Wu la canción "You Are So Cute". En julio de 2015, se reportó que Ji Hyo y C-JeS Entertainment habían roto sus relaciones laborales luego de cuatro años.
En octubre de 2015, se informó que había sido escogida para protagonizar la película china Premium Rush, junto al actor chino Michael Chen y al actor francés David Belle. El 4 de enero de 2016, Ji Hyo apareció en el video musical «Lonely Night» de Kang Gary. Ese mismo año se unió al elenco de la serie My Wife's Having an Affair this Week, donde dio vida a Jung Soo-yeon, una mujer que comienza una aventura a pesar de estar casada con el veterano productor Do Hyun-woo (Lee Sun-kyun). En abril fue nombrada junto al actor Hong Jong-hyun como los nuevos modelos de "Very Korean", juntos caminaron en el desfile de moda Hallyu en Bift Park en Beijing, China.
También se unió al elenco principal de la segunda temporada del popular programa We Are in Love donde participó junto al actor taiwanés Chen Bolin quien fue su pareja, juntos son conocidos como "Orange Juice CP". El programa es la versión del programa coreano "We Got Married". En diciembre del mismo año firmó contrato con la agencia "MY Company". También apareció en la película Super Express donde interpretó a Ji-hyo Song.
En agosto del mismo año se anunció que junto a Ji Chang-wook se habían convertido en los nuevos rostros de la marca de ropa "FOSSIL". En septiembre del mismo año se anunció que aparecería en el nuevo drama Assistant Manager B and Love Letter donde dará vida a Bang Ga-young, la mánager de la compañía.
También participó en una sesión fotográfica para "VOGUE Taiwan". En octubre del mismo año se anunció que aparecería en el web-drama 29gram junto a su hermano Cheon Sung-moon y Kim Tae-wan.

### 2018-presente:What a Man WantsyLovely Horribly
En enero de 2018 modeló para la Spring/Summer Collection de "Sisley". En abril del mismo año se unió al elenco de la película What a Man Wants (también conocida como "Wind Wind Wind") donde dio vida a Mi-young la esposa del aspirante a chef Bong-soo (Shin Ha-kyun).
En mayo del mismo año se anunció que se había unido al elenco de la película de acción Unstoppable (también conocida como "Raging bull") donde interpretó vida a Ji Soo, la esposa de Dong Chul (Ma Dong-seok). La película fue estrenada en 2019. A principios de junio del mismo año se anunció que se había unido al elenco de la nueva serie de comedia-romance Lovely Horribly, donde da vida a una desafortunada escritora de drama a quien las cosas nunca parecen salirle de acuerdo al plan, hasta ahora.
En agosto del mismo año se anunció que se uniría como una de las cuatro presentadoras del nuevo programa Pajama Friends junto a Cheng Xiao, Jang Yoon-joo y Joy. En febrero de 2019, se anunció que se había unido al elenco principal de la película de misterio Daughter donde dará vida a Yoo Jin, una mujer que regresa con su familia después de estar desaparecida por 25 años.
El 1 de marzo del 2020 apareció como personaje principal de la película Intruder donde dio vida a Yoojin, una mujer que regresa a su hogar después de estar desaparecida por 25 años.
El 8 de julio del mismo año se unió al elenco principal de la serie Did We Love? (previamente conocida como "Begin Again") donde interpretó a la productora de cine No Ae-jung, hasta el final de la serie el 2 de septiembre del mismo año.
El 16 de julio de 2021 se unió al elenco principal de la serie The Witch's Diner (también conocida como "Come to the Witch's Restaurant") donde dio vida a Jo Hee-ra, la misteriosa dueña del restaurante y bruja que satisface los deseos de la gente con comida.

## Filmografía

### Series de televisión
| Año         | Título                              | Personaje     | Canal   | Notas                                                |
| ----------- | ----------------------------------- | ------------- | ------- | ---------------------------------------------------- |
| 2022        | Shooting Stars                      | -             | tvN     | (aparición especial)                                 |
| 2021        | The Witch's Diner                   | Jo Hee-ra     | TVING   | 8 episodios                                          |
| 2020        | Did We Love?                        | Noh Ae-jung   | JTBC    | 16 episodios                                         |
| 2018        | Lovely Horribly                     | Ji Eul-soon   | KBS     | 32 episodios                                         |
| 2017        | 29gram                              | Yoojin        | DIA TV  | web-drama                                            |
| 2017        | Assistant Manager B and Love Letter | Bang Ga-young | tvN     | -                                                    |
| 2016        | Listen to Love                      | Jung Soo-yeon | JTBC    | 12 episodios                                         |
| 2016        | Entourage                           | -             | tvN     | episodio # 1.3                                       |
| 2015        | Ex-Girlfriend Club                  | Kim Soo-jin   | tvN     | 12 episodios                                         |
| 2015        | The Girl Who Sees Smells            | cameo         | SBS     | ep. #1                                               |
| 2014        | Emergency Couple                    | Oh Jin-Hee    | tvN     | 21 episodios                                         |
| 2013        | The Fugitive of Joseon              | Hong Da-In    | KBS 2TV | 20 episodios                                         |
| 2013        | This is Living                      |               |         | 2 episodios - corto para Samsung junto a Kim Woo Bin |
| 2011        | Gye Baek                            | Eun-go        | MBC     | -                                                    |
| 2011        | Crime Squad / Detectives in Trouble | Jo Min Joo    | KBS 2TV | -                                                    |
| 2006 - 2007 | Jumong                              | Lady Ye So-ya | MBC     | 81 episodios                                         |
| 2006        | Princess Hours                      | Min Hyo Rin   | MBC     | 24 episodios                                         |
| 2002        | Age of Innocence                    | -             |         | -                                                    |

### Películas
| Año  | Título                        | Personaje      | Notas                                          |
| ---- | ----------------------------- | -------------- | ---------------------------------------------- |
| 2020 | Intruder                      | Yoojin         | junto a Kim Mu-yeol, Ye Su-jeong y Lee Je Yeon |
| 2019 | Unstoppable                   | Ji Soo         |                                                |
| 2018 | What a Man Wants              | Mi-young       |                                                |
| 2016 | Super Express (Premium Rush)  | Maggie / Meixi | (película china)                               |
| 2016 | 70 80 90                      | Moon Song      | (película china)                               |
| 2013 | Maritime Police Marco         | Lulu           | (animación / doblaje coreano)                  |
| 2013 | Sinsegye                      | Det. Shin-woo  |                                                |
| 2012 | Code Name: Jackal             | Bong Min-jung  |                                                |
| 2011 | Late Blossom                  | Kim Yeon-ah    |                                                |
| 2008 | A Frozen Flower               | La Reina       |                                                |
| 2007 | Sex Is Zero 2                 | Lee Kyeong-ah  |                                                |
| 2004 | Some                          | Seo Yu-jin     |                                                |
| 2003 | Yeogo goedam 3: Yeowoo gyedan | Yun Jin-seong  |                                                |

### Programas de variedades
| Año              | Programa                                  | Canal                     | Notas                                                      |
| ---------------- | ----------------------------------------- | ------------------------- | ---------------------------------------------------------- |
| 2010 - presente  | Running Man                               | SBS                       | 391 episodios - miembro                                    |
| 2021             | Kim Jong-kook’s YouTube Channel           | Youtube                   | aparición especial                                         |
| 2021             | DoReMi Market (Amazing Saturday)          | tvN                       | invitada                                                   |
| 2021             | Busted! 3                                 | Netflix                   | invitada                                                   |
| 2020             | Knowing Bros (Ask Us Anything)            | JTBC                      | invitada                                                   |
| 2018             | Pajama Friends                            | Lifetime                  | 13 episodios - presentadora y miembro                      |
| 2018             | Song Ji Hyo’s Beautiful Life              | OnStyle                   | presentadora                                               |
| 2018             | Knowing Bros                              | JTBC                      | Ep. #120 - invitada                                        |
| 2018             | My Little Old Boy (My Ugly Duckling)      | SBS                       | 2 episodios - (Ep #79-80) - presentadora especial          |
| 2017             | My TV - I am Jyo Unnie                    | Naver Corporation         | miembro                                                    |
| 2017             | Song Ji Hyo's Beauty View                 |                           | 10 episodios - junto a Gong Myung                          |
| 2016             | We Are in Love                            |                           | miembro - junto a Chen Bolin                               |
| 2016             | Go Through The Kitchen (Fly Over Kitchen) |                           | junto a Henry Lau                                          |
| 2016             | Day Day Up (chino)                        | Hunan Television          | Invitada - junto a Gary                                    |
| 2015, 2016       | Hurry Up, Brother                         | ZRTG: Zhejiang Television | Episodios #1.05 y #4.05                                    |
| 2014             | Reply with Music - Emergency Couple       | tvN                       | Invitada junto al elenco de Emergency Couple               |
| 2014             | Get It Beauty                             | OnStyle                   | Invitada (Ep. 34)                                          |
| 2014             | One Night of TV Entertainment             | SBS                       | Invitada junto a Gary                                      |
| 2013, 2014       | Entertainment Weekly                      | KBS 2TV                   | Invitada junto a 2PM, F(x), Sung Yu Ri y Ahn Jae Wook      |
| 2011, 2013       | Happy Together                            | KBS 2TV                   | episodio #186 y 295 - junto a Lee Dong-wook y Lim Seul-ong |
| 2012             | Strong Heart                              | SBS                       | Invitada (Ep. 156)                                         |
| 2012             | Gag Concert                               | KBS 2TV                   | Invitada - junto a Han Sang Jin (Ep. 672)                  |
| 2010             | Danbi                                     | MBC                       | (Ep. 14-15) - Invitada - junto a Nichkhun                  |
| 2009             | World Special LOVE                        | tvN                       | Invitada (Ep. en Filipinas)                                |
| 2009             | Family Outing                             | SBS                       | Invitada (Ep. 58-59)                                       |
| 2009 2004 - 2007 | Yasimmanman 2 Yasimmanman                 | SBS                       | Invitada (Ep. 51)                                          |
| 2007             | Three Women’s Talk                        | MBC                       | Invitada (Ep. 55)                                          |
| 2004             | Come to Play                              | MBC                       | Invitada (Ep. 20)                                          |

### Presentadora
| Año              | Programa                 | Canal | Notas                                                                              |
| ---------------- | ------------------------ | ----- | ---------------------------------------------------------------------------------- |
| 2015 2007 - 2008 | Inkigayo                 | SBS   | Copresentadora (Especial por los 800 episodios) presentadora - junto a Kim Heechul |
| 2014             | SBS Gayo Daejeon         |       | Copresentadora                                                                     |
| 2010 - 2011      | TV Entertainment Tonight | SBS   | Presentadora junto a Seo Kyung Suk                                                 |

### Apariciones en programas de radio
| Año  | Programa                     | Notas    |
| ---- | ---------------------------- | -------- |
| 2020 | Choi Hwa-jeong's Power Radio | invitada |

### Aparición en videos musicales
| Año  | Artista / Grupo                                          | Canción                      | Notas         |
| ---- | -------------------------------------------------------- | ---------------------------- | ------------- |
| 2016 | Gary feat. Gaeko                                         | «Lonely Night»               | [ 86 ]        |
| 2015 | Kenji Wu feat. Song Ji Hyo                               | «You Are So Cute»            | [ 87 ] [ 88 ] |
| 2013 | Freestyle feat. Navi                                     | «Winter Song»                |               |
| 2012 | Young Jee & Kyu-Hoon                                     | «Be Happy»                   |               |
| 2011 | Choi Kang-hee, Lee Sun-kyun, Kim Byung-man & Song Ji-Hyo | «Gift For You»               |               |
| 2011 | JYJ                                                      | «In Heaven»                  |               |
| 2011 | Young Jee                                                | «It’s Nothing Serious»       |               |
| 2010 | Young Jee                                                | «Don't Listen To This Song»  |               |
| 2006 | STAY                                                     | «Words That I Can’t Believe» |               |
| 2003 | Nell                                                     | "Stay"                       |               |
| 2001 | Lee Soo-young                                            | «And I Love You»             |               |
| 2001 | JTL                                                      | «Just Say Goodbye»           |               |

### Anuncios Publicitarios (campañas)
| Año               | Marca - Campaña                        | Notas                          |
| ----------------- | -------------------------------------- | ------------------------------ |
| 2020              | Vidi Vici                              | [ 89 ]                         |
| 2017 - presente   | FOSSIL - Q Venture & Q Explorist       | junto a Ji Chang-wook          |
| 2017              | TS Shampoo                             |                                |
| 2017              | Celderma Mask                          |                                |
| 2017              | Lords Mobile                           | apareció en los anuncios       |
| 2016              | Samsung Electronics                    |                                |
| 2015 - 2016       | Kyung Dong Pharmaceutical              | junto a Gary                   |
| 2012 - 2015       | Bobbi Brown Cosmetics                  |                                |
| 2014, 2015        | Banila Co.                             |                                |
| 2015              | Game of Dice                           | junto al elenco de Running Man |
| 2015              | Kyung Dong Pharmaceutical              | junto a Gary                   |
| 2015              | "CHUNG JUNG ONE" Red Vinegar           | (en Hong Kong)                 |
| 2015              | JiCheng Clothing                       | junto a Yoo Jae-suk            |
| 2014              | Schoffel Korea                         | junto a Yoo Jae-suk            |
| 2014              | Samsung: "This is Living" (en Vietnam) | junto a Kim Woo Bin            |
| 2014              | NBA - CHO.2                            | (colaboración con NBA)         |
| 2011, 2012 - 2014 | Yesse                                  | [ 92 ] [ 93 ]                  |
| 2013              | Mr. Pizza                              |                                |
| 2013              | Benefit                                | (marca estadounidense)         |
| 2012              | Benefit Cosmetics                      |                                |
| 2011              | 3M Label                               |                                |
| 2011              | Bohae                                  |                                |
| 2011              | Samsung Think Next                     |                                |
| 2011              | DHC Korea                              |                                |
| 2011              | Jambangee Jeans                        | junto al grupo 2AM             |
| 2001, 2007        | Hite                                   |                                |
| 2006              | Nature Be                              |                                |
| 2006              | Naknine                                |                                |
| 2005              | Shiseido AQUAIR                        |                                |
| 2005              | LG Telecom Phone & Fun                 |                                |
| 2004              | Flour Green Tea                        |                                |
| 2004              | Lotteria                               |                                |
| 2004              | DAUM                                   |                                |
| 2003              | Binggrae                               |                                |
| 2003              | GM Daewoo                              |                                |
| 2002              | LG Telecom                             |                                |
| 2002              | Hankook P&G Pantene                    |                                |
| 2001              | SK Telecom TTL                         |                                |
| 2001              | Paris Baguette                         |                                |
| 2001              | LOTTE NATUUR (helado)                  |                                |
| 2001              | Boryung NUK                            |                                |

### Revistas / sesiones fotográficas
- 2020: Creative Group ing.[95]

## Discografía
- 2015: Kenji Wu - «You Are So Cute» feat. Song Ji Hyo.[96]

## Embajadora de Buena voluntad
| Año    | Título                         | Organizador               | Notas                                  |
| ------ | ------------------------------ | ------------------------- | -------------------------------------- |
| 2018 - | Embajadora Honoraria           | KBEE 2018 Singapur        | junto a Lee Jun-ho, Snuper y Boy Story |
| 2017   |                                | Jakarta Hallyu Exhibition |                                        |
| 2011   | Embajadora de la Nueva Escuela | Ministerio de educación   |                                        |

## Premios y nominaciones
| Año  | Premiación                   | Categoría                                           | Trabajo Nominado          | Resultado |
| ---- | ---------------------------- | --------------------------------------------------- | ------------------------- | --------- |
| 2007 | 43rd Baeksang Arts Awards    | Mejor nueva actriz (TV)                             | Jumong                    | Nominada  |
| 2008 | 44th Baeksang Arts Awards    | Actriz más popular (Cine)                           | Sex Is Zero 2             | Nominada  |
| 2009 | 45th Baeksang Arts Awards    | Actriz más popular (Cine)                           | A Frozen Flower Nominated | Nominada  |
| 2010 | 4th SBS Entertainment Awards | Premio especial, Variedades                         | Running Man               | Ganadora  |
| 2011 | 5th SBS Entertainment Awards | Premio a la excelencia, Variedades                  | Running Man               | Ganadora  |
| 2011 | 5th SBS Entertainment Awards | Premio de internautas                               | Running Man               | Nominada  |
| 2011 | MBC Drama Awards             | Premio a la excelencia, Actriz en Miniseries        | Gyebaek                   | Nominada  |
| 2011 | MBC Drama Awards             | Premio de productores                               | Gyebaek                   | Ganadora  |
| 2011 | KBS Drama Awards             | Premio a la excelencia, Actriz en Miniseries        | Detectives in Trouble     | Nominada  |
| 2012 | 48th Baeksang Arts Awards    | Actriz más popular (TV)                             | Gyebaek                   | Nominada  |
| 2012 | 48th Baeksang Arts Awards    | Mejor animadora                                     | Running Man               | Nominada  |
| 2013 | 49th Baeksang Arts Awards    | Mejor animadora                                     | Running Man               | Nominada  |
| 2013 | 49th Baeksang Arts Awards    | Actriz más popular (Cine)                           | New World                 | Nominada  |
| 2013 | 7th SBS Entertainment Awards | Premio a la alta excelencia, Mujer                  | Running Man               | Ganadora  |
| 2013 | 7th SBS Entertainment Awards | Mejor pareja junto a Gary                           | Running Man               | Nominada  |
| 2013 | KBS Drama Awards             | Premio a la excelencia, Actriz en Drama mediano     | The Fugitive of Joseon    | Nominada  |
| 2013 | KBS Drama Awards             | Premio de internautas                               | The Fugitive of Joseon    | Nominada  |
| 2014 | 2nd Annual DramaFever Awards | Mejor beso, junto a Gary                            | Running Man               | Ganadora  |
| 2014 | 2nd Annual DramaFever Awards | Mejor pareja junto a Gary                           | Running Man               | Nominada  |
| 2015 | 3rd Annual DramaFever Awards | Actriz del año                                      | Emergency Couple          | Ganadora  |
| 2015 | 3rd Annual DramaFever Awards | Momento audaz                                       | Emergency Couple          | Ganadora  |
| 2015 | Hallyu Win                   | Estrella femenina 2014                              | Emergency Couple          | Ganadora  |
| 2015 | Daehan Drama Awards          | Mejor química, junto a Choi Jin Hyuk                | Emergency Couple          | Nominada  |
| 2015 | 9th SBS Entertainment Awards | Premio a la alta excelencia, Variedades             | Running Man               | Ganadora  |
| 2016 | Sina Weibo Night Awards      | Artista femenina transfronterizo                    | Ella misma                | Ganadora  |
| 2016 | 2015 SOOMPI Award            | Mejor artista del año                               | Ex-Girlfriend Club        | Ganadora  |
| 2016 | KoreanUpdates Award          | Mejor artista del año                               | Ex-Girlfriend Club        | Ganadora  |
| 2017 | Mapo Tax Office Award        | Model Taxpayer Award                                | -                         | Ganadora  |
| 2018 | 12th SBS Entertainment Award | Best Teamwork                                       | Elenco de Running Man     | Ganadores |
| 2019 | Asia Artist Award            | AAA x Dongnam Media & FPT Polytechnic Award (Actor) | -                         | Ganadora  |
| 2020 | 5th Asia Artist Award        | Popularity Award                                    | -                         | Ganadora  |
| 2021 | Brand Customer Loyalty Award | Female Multi-tainer                                 |                           | Ganadora  |
| 2021 | 2021 Asia Artist Award       | RET Popularity Award (Actor)                        | -                         | Ganadora  |